# Sofía de Torby
Sofía de Torby (Ginebra, 1 de junio de 1868 - Londres, 14 de septiembre de 1927), fue la hija mayor del príncipe Nicolás Guillermo de Nasáu y su esposa morganática rusa, Natalia Púshkina (a quien se le había concedido el título de condesa de Merenberg ). 

## Primeros años
Nació en Ginebra, Suiza, como primogénita del príncipe Nicolás Guillermo de Nasáu y la noble rusa Natalia Púshkina .  Puesto que la unión conyugal de sus padres se consideraba morganático, ella no era elegible para llevar el título o rango de su padre. Sus abuelos paternos fueron Guillermo I, duque de Nasáu y Paulina de Wurtemberg. Sus abuelos maternos fueron Aleksandr Púshkin, el renombrado poeta ruso, y su esposa, Natalia Goncharova. 
Su hermano, el conde Jorge Nicolás de Merenberg (Wiesbaden, 13 de febrero de 1871 - Wiesbaden, 31 de mayo de 1948); se casó en primeras nupcias el 12 de mayo de 1895 en Niza, con la princesa Olga Yúryevskaya ( San Petersburgo, 8 de noviembre de 1873 - Wiesbaden, 10 de agosto de 1925), hija de Alejandro II de Rusia y su segunda esposa morganática, la princesa Catalina Yúryevskaya. La condesa Sofía se casaría con el primo del emperador, el gran príncipe Miguel de Rusia. 

## Matrimonio e hijos
Se casó morganáticamente, el 26 de febrero de 1891, el gran príncipe Miguel Mijáilovich de Rusia, nieto de Nicolás I de Rusia, en secreto en la ciudad de San Remo, Italia. El gran príncipe Miguel y la condesa Sofía eran parientes, ya que su padre, el príncipe Nicolás, era primo tercero del gran príncipe. Se conocieron en Niza y se enamoraron rápidamente. Cuando su madre se enteró del matrimonio secreto con una novia de estatus desigual, cayó enferma, para luego morir de un ataque cardíaco en Járkov. Lo culparon de su muerte y le prohibieron asistir al funeral. Al gran príncipe Miguel se le negó su rango militar y fue enviado al exilio. 
A Sofía le fue conferido el título de condesa de Torby en 1891 por su tío paterno, Adolfo, gran duque de Luxemburgo. El título fue heredado a sus tres hijos.
Tuvieron dos hijas y un hijo:
- Condesa Anastasia de Torby, conocida como "Zia" (9 de septiembre de 1892 - 7 de diciembre de 1977); Se casó, en 1917, con el mayor Harold Wernher (más tarde general de división Sir Harold Wernher, tercer baronet).
- Nadejda, marquesa de Milford Haven, conocida como "Nada" (28 de marzo de 1896 - enero de 1963); Se casó, en 1916, con George Mountbatten (más tarde segundo marqués de Milford Haven).
- Conde Miguel de Torby (8 de octubre de 1898 - 8 de mayo de 1959); artista, falleció soltero.

## Vida posterior
Sofía y su esposo vivieron en Kenwood House en Hampstead, Londres, antes de la Primera Guerra Mundial. Sin embargo, la Revolución Rusa redujo las finanzas del gran príncipe. A pesar de su precaria circunstancia, eran amigos del rey Jorge V y la reina María, por lo que continuaron asistiendo a eventos sociales.
La condesa Sofía murió en Londres el 13 de septiembre de 1927, a la edad de 59 años, y fue enterrada en el cementerio de Hampstead. El gran príncipe Miguel contrajo gripe y murió en Londres el 26 de abril de 1929, a la edad de 67 años. Fue enterrado junto a su esposa. 

## Títulos y tratamientos
| ● 1868-1891:                     | La condesa Sofía de Merenberg         |
| ● 1891-13 de septiembre de 1927: | La condesa Sofía Nikoláyevna de Torby |